# Надя Антар
Надя Ясін Антар (араб. ناديه عنتر ياسين; нар. 3 березня 1990) — єгипетська борчиня вільного стилю, дворазова чемпіонка, срібна та чотириразова бронзова призерка чемпіонатів Африки, бронзова призерка Африканських ігор.

## Біографія
Боротьбою почала займатися з 2006 року. У 2010 році стала чемпіонкою Африки серед юніорів.
Виступала за клуби «eTislat Telecom», Каїр та «M.S. ElManshia», Кальюбія.

## Спортивні результати на міжнародних змаганнях

### Виступи на Чемпіонатах світу
| Змагання                        | Збірна | Вагова категорія          | Місце |
| ------------------------------- | ------ | ------------------------- | ----- |
| Чемпіонат світу з боротьби 2010 | Єгипет | жіноча боротьба, до 63 кг | 17    |
| Чемпіонат світу з боротьби 2013 | Єгипет | жіноча боротьба, до 67 кг | 19    |
| Чемпіонат світу з боротьби 2014 | Єгипет | жіноча боротьба, до 75 кг | 12    |
| Чемпіонат світу з боротьби 2015 | Єгипет | жіноча боротьба, до 75 кг | 17    |

### Виступи на Чемпіонатах Африки
| Змагання                         | Збірна | Вагова категорія          | Місце  |
| -------------------------------- | ------ | ------------------------- | ------ |
| Чемпіонат Африки з боротьби 2009 | Єгипет | жіноча боротьба, до 59 кг | 5      |
| Чемпіонат Африки з боротьби 2010 | Єгипет | жіноча боротьба, до 63 кг | Золото |
| Чемпіонат Африки з боротьби 2011 | Єгипет | жіноча боротьба, до 67 кг | Золото |
| Чемпіонат Африки з боротьби 2012 | Єгипет | жіноча боротьба, до 67 кг | Бронза |
| Чемпіонат Африки з боротьби 2013 | Єгипет | жіноча боротьба, до 72 кг | Срібло |
| Чемпіонат Африки з боротьби 2014 | Єгипет | жіноча боротьба, до 75 кг | Бронза |
| Чемпіонат Африки з боротьби 2015 | Єгипет | жіноча боротьба, до 75 кг | Бронза |
| Чемпіонат Африки з боротьби 2016 | Єгипет | жіноча боротьба, до 69 кг | Бронза |

### Виступи на Африканських іграх
| Змагання              | Збірна | Вагова категорія          | Місце  |
| --------------------- | ------ | ------------------------- | ------ |
| Африканські ігри 2015 | Єгипет | жіноча боротьба, до 75 кг | Бронза |

### Виступи на інших змаганнях
| Змагання                                                       | Збірна | Вагова категорія          | Місце  |
| -------------------------------------------------------------- | ------ | ------------------------- | ------ |
| Турнір Дана Колова — Николи Петрова 2009                       | Єгипет | жіноча боротьба, до 59 кг | 5      |
| Олімпійський кваліфікаційний турнір з боротьби 2012 (Марракеш) | Єгипет | жіноча боротьба, до 72 кг | Бронза |
| Золотий Гран-прі з боротьби 2013 (Сассарі)                     | Єгипет | жіноча боротьба, до 72 кг | 4      |
| Середземноморські ігри 2013                                    | Єгипет | жіноча боротьба, до 72 кг | Срібло |
| Турнір Дана Колова — Николи Петрова 2014                       | Єгипет | жіноча боротьба, до 75 кг | Срібло |
| Турнір Олександра Медведя 2015                                 | Єгипет | жіноча боротьба, до 75 кг | 5      |
| Турнір Дана Колова — Николи Петрова 2015                       | Єгипет | жіноча боротьба, до 75 кг | Бронза |
| Відкритий чемпіонат Польщі з боротьби 2015                     | Єгипет | жіноча боротьба, до 69 кг | 9      |
| Олімпійський кваліфікаційний турнір з боротьби 2016 (Стамбул)  | Єгипет | жіноча боротьба, до 63 кг | 11     |

### Виступи на змаганнях молодших вікових груп
| Змагання                                       | Збірна | Вагова категорія          | Місце  |
| ---------------------------------------------- | ------ | ------------------------- | ------ |
| Чемпіонат Африки з боротьби серед юніорів 2009 | Єгипет | жіноча боротьба, до 63 кг | 5      |
| Чемпіонат Африки з боротьби серед юніорів 2010 | Єгипет | жіноча боротьба, до 63 кг | Золото |